# アルセロール・ミッタル・オービット
アルセロール・ミッタル・オービット（英: ArcelorMittal Orbit）は、ロンドンのストラトフォードのオリンピック・パークにある、高さ115メートルの展望塔。この鋼鉄製の建造物は、イギリス最大のパブリック・アート作品であり、2012年のロンドン・オリンピックを恒久的に記念するために建てられた。オリンピック後のストラトフォード地区の再開発を促進するこの建物は、オリンピック・スタジアムとアクアティクス・センターの間に位置し、二層の展望台からオリンピック・パーク全体を見渡せるようになっている。
この「軌道」(orbit) は、アニッシュ・カプーアとセシル・バルモンドがデザインした。2010年3月31日にこの塔は発表され、2011年12月に完成する予定だったが、オリンピック・パークの多くの計画同様、完成予定日は繰り下げられた。2008年にロンドン市長ボリス・ジョンソンとオリンピック担当大臣テッサ・ジョウェルは、オリンピック・パークに「何がしか特別なもの」が必要だと考え、この塔の計画が持ち上がった。そして設計者たちに少なくとも100メートルの高さの「オリンピック塔」のアイデアを求め、9人からなる諮問委員会は様々な案の中から『オービット』を満場一致で選んだ。
この事業には1910万ポンドかかったと考えられており、うち1600万ポンドはイギリス第一の富豪である鉄鋼王、すなわちアルセロール・ミッタル会長のラクシュミー・ミッタルによるもので、残りの310万ポンドはロンドン開発庁によるものである。この作品の公式名『アルセロール・ミッタル・オービット』は、カプーアとバルモンドのデザインに付けられた仮題『オービット』に、主たる後援者の名をつなげたものである。
カプーアとバルモンドが確信するところでは、『オービット』は立体芸術と構造力学を融合させる建築界の急進的な進歩を表現するものであり、人々が作品に触れ、組み合わされた螺旋状の通路を体験することによって、安定性と不安定性を融合するものである。この建物は、大まかなデザインの段階から、賛否が分かれてきた。またその永続的な利用およびパブリック・アートとしての価値に疑問符が付くとして、虚栄心を満たすための計画だと批判されてもきている。

## 経緯
ロンドン市長のボリス・ジョンソンによると、2008年10月頃、彼とテッサ・ジョウェルは、2012年ロンドン・オリンピックのオリンピック・パークとなるストラトフォードには、東ロンドンのシルエットを際立たせ、ロンドンっ子と来訪者に好奇心と驚きを与えるような、「何がしか特別なもの」が必要であると考えた。
2009年に「オリンピック塔」を題とする設計コンペが開かれ、全部で約50組の応募があった。ジョンソンが言うには、彼の初期の構想は『オービット』より控えめで、「トラヤヌス記念柱の21世紀版」といった類のものだったが、それはより大胆なアイデアが出されて破棄された。
2009年10月、マスコミはこのプロジェクトの未確定の詳細を報じた。そこでは、イギリス随一の富豪にして鉄鋼業界の重鎮であるラクシュミー・ミッタルが約1500万ポンドと見積もられたこのプロジェクトへの出資に関心を示しているとも述べられた。ジョンソンはエッフェル塔や自由の女神像のようなものを欲しているのだろうと思われていた。その時点では、アントニー・ゴームリーを含む5組が選考に残っていると考えられた。タイムズによると、初期のデザインにはパイロンとネイティブ・アメリカンのトーテムポールを合わせたような十字形をした、ポール・フライヤーによる120メートルの高さの『トランスミッション』（伝達）という作品があったとのことである。ジョンソンの報道官は「オリンピックパークに、斬新で、野心的で、世界レベルの芸術作品を建てることを切望する」と述べるにとどめ、また作品依頼の計画はまだ初期段階だとした。
計画へのミッタルの関与は、2009年1月にダボスのクローク室で、偶然ジョンソンと出会ったことから始まった。二人は別々の夕食会場へ向かうところだったが、伝えるところでは45秒間の会話の中で、ジョンソンは計画の話をミッタルに振り、ミッタルは鉄鋼の供給を即座に了解した 。ミッタルは後に自らの関与をこう語っている。「計画がこれほど大規模なものになるとは予想していなかった。単に1千トンかそこらの鉄鋼を供給するだけの話と思い、実際そういう話だったのだろうが、設計者たちと仕事を始め、ゴールは単なる鉄鋼の供給でなく、計画全体を完遂することだと悟った。我々は交渉と議論にほぼ15ヶ月を費やした。」ジョンソンは「実際のところ、アルセロール・ミッタルは鉄鋼以上に多くのものを提供してくれた」と語った。
2010年3月31日、カプーアとバルモンドの『オービット』の採用が発表された。『ガーディアン』紙によると、『オービット』は最終選考の3案、すなわち『オービット』、アントニー・ゴームリーの案、カルソ・セント・ジョン建築事務所の案のうちから選ばれた。『タイムズ』紙によると、ゴームリーが設計したのは『オリンピック・マン』という題の120メートルの高さの鋼鉄製の巨像であり、彼自身をモデルにしたランドマークになるような彫像だったが、4000万ポンドと見積もられた計画費用を主な理由として却下された。
多くの候補からの選考を諮問するため集められた9名の諮問委員会が『オービット』を選出した後、ジョンソンとジョウェルはミッタルと提携の上で『オービット』を製作依頼することで同意した。ミッタルによると、『オービット』は委員会で満場一致で選択された。理由として、オリンピック競技を表現していること、差し迫った期間内に完成可能である点が挙げられた。カプーアはこれを「一生ものの依頼」と表現した。
ジョンソンは計画に関して起こるであろう批判に対し、発表の場で次のように釘を刺した。「もちろん、金融危機の最中にイギリス最大のパブリックアートを建てようとする我々に対して、愚か者と呼ぶ人々もいるだろう。しかし競技期間中およびその後のストラトフォード地区にとって、これは正しいことだと、テッサ・ジョウェルと私は信じる。」
2012年3月11日、落成した建物がマスコミおよび一般に公開された。

## デザイン

### 解釈
カプーアによると、市長から簡潔に出された要件は、「少なくと100メートルの高さを持つ塔」というものだった。一方バルモンドによると、市長は「エッフェル塔に匹敵するような象徴的建物を望んでいる」と伝えられたとの事である、
カプーアによると、『オービット』のデザインに影響を与えたのはバベルの塔（「実現不可能な建物」を意味し「何がしか神話性を帯びたもの」）であり、エッフェルとタトリンを同時に形にするというものだった。軌道のメタファーを担当したバルモンドは、運動している原子軌道を思い描き、不安定ながら自身を支えるような「決して中心を持たず、決して直立しない」構造を作り上げた。二人が信じるところでは、『オービット』は新しい思考法を表現している。すなわち非直線性を用いた「根本的に新しい構造、建築、美術」である。… 「不安定性を以って安定性」をもたらすのである。ねじれた鋼鉄に挟まれた構造の内部空間は、バルモンドによると「大聖堂のよう」であり、一方カプーアによると来館者が螺旋状の通路を歩きながら「自ら次第に巻き上げられてゆく」ことで作品を体験できるよう意図したとのことである。
『インデペンデント』紙は『オービット』を、「切れ目なくループする格子であり … 8本のより糸が相互にからみつき、角張った結び目のような輪で結びつけられている」と表現している。また『ガーディアン』紙は、「巨大な格子状の三脚は、見せびらかすようにバランス用の首飾りを首に巻きつけ、それはレストランと展望台の2フロアを持つ頭部の重量感を相殺するようデザインされている」と表現している。また BBC によると、塔はオリンピックのシンボルの 5 つの輪を具現化したものだという。
計画を始めるにあたり、ジョンソンはその「驚くべき」デザインに言及した。「この塔は古代ローマ人を驚かせたことだろう。またギュスターヴ・エッフェルを驚かせたことだろう。」設計委員会の一人ニコラス・セロタは次のように述べている。「『オービット』は興味深い螺旋を持つ塔である。この種の建築物から伝統的に感じられるようなエネルギーを備えながらも、その形状は驚くほど女性的なのだ。」

### 名称
ミッタルによると、『オービット』はカプーアとバルモンドのデザインに既に付けられていた仮題であり、それは絶え間ない道程を象徴し、オリンピック選手たちが絶え間なく向上しようと努める並外れた身体的・精神的努力の創造的表現だとの事である。これは後の正式名称にも残され、計画の後援者としてミッタルの会社名アルセロール・ミッタルが前に置かれることが決まった。
『オービット』のデザインを発表するにあたり、ジョンソンは塔の公式名が別のものになったかもしれない可能性を認め、「ストラトフォードの巨人」と「水パイプ」の二つを挙げた。後者は塔が巨大な水煙草に似ているという彼の意見によるものであり、他にも人々が似ていると感じたものとして「巨大な音部記号」「ヘルター・スケルター」「特大サイズの突然変異トロンボーン」があった。

### 設計者
『オービット』は「アニッシュ・カプーアとセシル・バルモンドの設計」とされている。カプーアはターナー賞を受賞した造形美術家であり、バルモンドは世界でも屈指の建築設計家の一人である。カプーアによると、二人は建築と造形美術の融合、その形状が建築物へと結実する過程に関心を持っている。カプーアとバルモンドはお互いの関心が相手の分野に微妙に重なっていると述べている。それは二人が初めて共同制作をした2002年、すなわちテートモダンのタービン・ホールにカプーアの『マルシュアース』を設置したとき以来のことである。『オービット』と同様、2010年にカプーアとバルモンドは北イングランドのパブリック・アート・プロジェクトであるティーズ・バレー・ジャイアンツで共同制作を行なっている。

## 構造
『オービット』の生物的なデザインは、その建築工学的プロセスで非常な労力を要することになった。オービットの建築工学分野の工程はアラップが担当した。アラップはその工程が計画予算の 2/3 を占めたと報告している。これは通常の建築物で占める割合の2倍に相当する。
構造という点から見ると、『オービット』は2つの部分からなる。
- 幹 - エレベータと階段を持ち、展望デッキを支える、おおよそ垂直な塔。
- 赤いチューブ - 幹を取り囲む、赤い鋼鉄製の開いた格子。

幹の直径は根元で37メートル、上に登るにつれて5メートルに狭まり、展望デッキ直下で9.6メートルに広がる。幹はチューブによって支持・固定され、これにより全体の構成に、三脚のような構造的特徴が生まれた。
『オービット』の建築で特別な部分となったのが、幹の下端に垂れ下がった円錐形の「天蓋」である。本来はファイバーグラスを組み合わせる計画であったのだが、予算の都合上、ここにも鋼鉄を使うことになった。鋼鉄製の円錐の設計にあたり Centraalstaal 社が特別にコンサルタントとなり、それぞれ異なる形状の 117 枚の鋼鉄板（面積にして計 586 平方メートル）を組み合わせる円錐形がデザインされた。円錐全体は84トンの重さがある。

### 高さ
初期の報道では、塔は120メートルになると示唆されたが、最終的には114.5メートルとなり、『アスパイア』（60メートル）を抜いてイギリスで最も背の高い立体芸術となった。
大ロンドン庁は計画を発表するにあたり、『オービット』の高さを自由の女神と比較し、ニューヨークの象徴的ランドマークより22メートル高くなると伝えた。自由の女神は93メートルの高さがあり、台座を除く本体は46メートルである。マスコミは、当局が明らかにエッフェル塔に対するロンドンの対抗馬という役割を『オービット』に負わせようとしている報じる一方、『ガーディアン』紙は『オービット』がパリの象徴である324メートルのエッフェル塔に比べると「随分と背が低い」ことを指摘した。ガーディアン紙はまた、エッフェル塔との比較に関して言えば、より小型のブラックプール塔に対してすら20メートル足りないと指摘した。
マスコミは、『オービット』の高さをロンドンのその他のランドマークとも比較している。例えばウェストミンスター宮殿の中心物であるビッグ・ベン時計塔より「わずかに高い」「ほぼ20メートル高い」と表現されたり、ホレーショ・ネルソンの記念碑であるトラファルガー広場のネルソン記念柱の「2倍の高さ」「2倍以上の高さ」と表現される。また他にも、クフ王の墓であるエジプトのギザの大ピラミッドと比べ「わずかに低い」「ほぼ同じ高さ」と表現される。ビッグベンは96.3メートルの高さ、ネルソン記念柱は像と台座を含めて51.5メートルの高さである。ギザのピラミッドは、建造時に280エジプト・キュビット（146メートル）だったと考えられるが、侵食により10メートルほど低くなっている。

## 建設

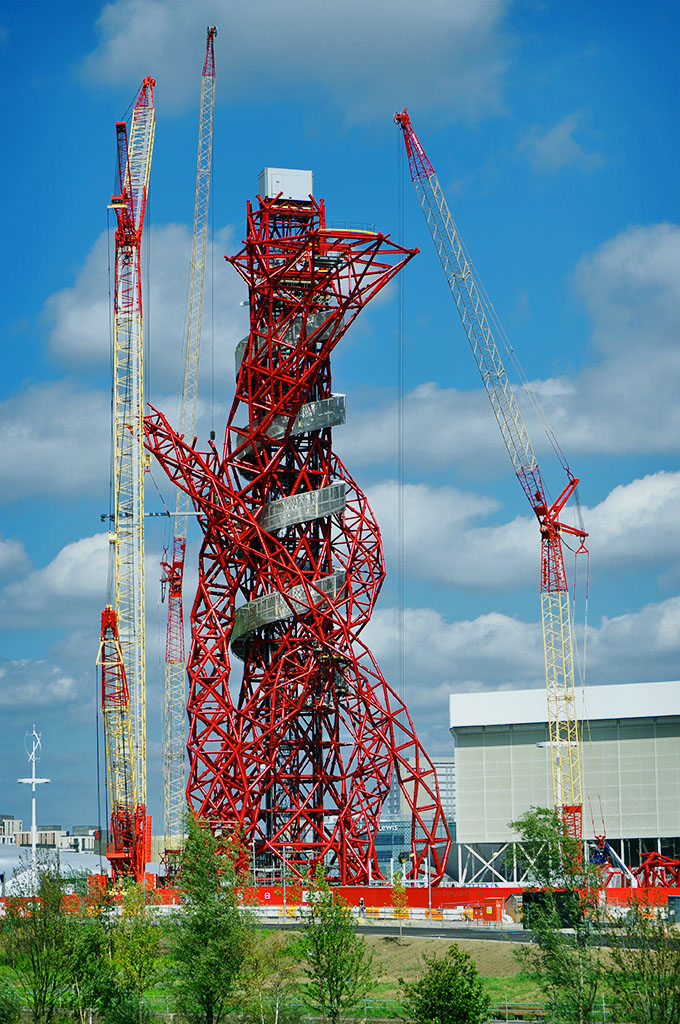
建設中の様子（2011年9月）

『オービット』はオリンピック・パークの南側エリア、オリンピック・スタジアムとアクアティクス・センターの間にある 。2010年3月に『オービット』はコンペで勝ち残り、2010年11月に建設が開始され、2011年11月に現在の高さになった。
主たる建材は鋼鉄である。バルモンドによると、それ以外に適した素材はなかった。というのも、『オービット』の螺旋構造では鋼鉄が細さと強度を最も両立できる素材だったからだ。この建物は約1400トンの鋼鉄で建てられている。それらの鋼鉄は、可能な限り世界中のアルセロール・ミッタルの工場で生産されたものが使われ、その原料は要求される鉄の等級および計画の技術的仕様に従って厳密に選ばれた。使われた鋼鉄の 60% はルクセンブルクのエシュ・ベルヴァルにある製鉄所のリサイクル鋼材が使われている。
2011年3月14日、メインの塔はまだ建設中だったが、テレビ番組『ザ・ワン・ショウ』は工事現場の様子を放送し、2人の鉄骨組立工、1人のクレーン操作員、1人の親方からなる4人組が『オービット』を組み立てる様子を紹介した。

## 利用
展望塔として、『オービット』は2フロアにそれぞれ定員150名の屋内展望室を備えている。高さ115メートルの『オービット』に比較すると、近くのオリンピック・スタジアムは59メートルある。大ロンドン庁によると、この展望室で「250km²のオリンピック・パークとロンドンの町並について、他では見られない眺めを目にすることができる」とのことである。『インデペンデント』紙は、最上階までエレベーターで昇った後、455段の階段を歩いて降りることを勧めている。それによって、カプーアが立体芸術を施した建物の様子が分かるに違いないからだ。
この塔は、1時間あたり700名の入場者を受け入れることができると考えられている。オリンピック期間中、入場料は大人15ポンド、子供7ポンドだが、その後は値下げされるかもしれない。塔にはレストランも設けられている。
この立体芸術は、オリンピック期間中にオリンピック・パークの中心地となるだけでなく、より広範囲のストラトフォード再開発計画の一部となり、大会終了後も会場跡を恒久的な観光名所とすることを目指している。テッサ・ジョウェルは、「ロンドンを毎年訪れる何百万人という旅行者を蜂に喩えるならば、『オービット』は彼らを誘う蜂蜜のようなものだ」と述べた。ボリス・ジョンソンは、塔は「完璧な象徴的文化遺産」になるだろうと述べた。2012年ロンドンオリンピック組織委員会会長のセバスチャン・コーは、末永く遺産を残すという大会の役割において、この塔は中心的存在となり、東ロンドンの景観に変化をもたらすものだと述べた。

## 建設資金
建設計画が公に開始された時点で、その総予算は1910万ポンドと発表された。うちアルセロール・ミッタルが1600万ポンド、残り310万ポンドをロンドン開発庁が出資した。前者のうち1000万ポンドはキャッシュによる寄付、600万ポンドは資本コストの引き受けであり、そちらは大会後に生まれる利益によって回収できる可能性がある。ジョンソンによると、計画のコストは塔の上のレストラン・エリアのテナント料で大会後に埋め合わされる見込みであり、「利益追求型ベンチャー企業」が入るであろうとのことである。
ミッタルは、ロンドンがオリンピック開催地に選ばれたという発表が熱狂をもって迎えられたのを思い出し、この計画に即座に興味を持ったと述べている。すなわち、ロンドンに永続的な遺産を残し、「鋼鉄の独特な特質」の見本を示し、ストラトフォードの再開発に一役買う機会と見たのである。ミッタルは計画への自らの関与を次のように述べている。「私はロンドンに1997年から住み、ここを素晴らしい街だと思っている。この計画はオリンピック大会のためロンドンに一大名物を建設する、また大会の遺産において永続的な役割を果たす代物を建設する、計り知れないチャンスである。」
テート・ギャラリーの顧問兼理事のニコラス・セロタは、『オービット』は「スポーツと芸術をいかに融合するかという問いに対する完璧な答え」と述べ、「偉大な作品」の製作の支援におけるミッタルの「実に素晴らしい後援」を賞賛した。

## 評価

### 肯定的
『インデペンデント』紙のジェイ・メリックは、「『オービット』の立体芸術としての魅力は、何かになろうとする過程における未完成の形態を示唆する手腕にある。」と述べ、イギリスの街々の至る所に作られてきたパブリック・アート運動の凡庸な作品たちと比べ、『オービット』の芸術的冒険性がいかに一線を画しているかを指摘した。メリックは「美しいほど謎めいていて、なかなか理解し難い」デザインは、好き嫌いの分かれるところだろうと考えている。
『ガーディアン』紙のジョナサン・グランシーは、『オービット』は野心に燃えるオリンピック選手であり、魅力的な芸術と大胆な工学の融合であると述べ、アクアティクス・センターは別として、その他のオリンピック大会関連の景観および建物が比較的地味に抑えられているならば、一連の計画の中で『オービット』は建築的に際立ったアクセントだとした。また、聖書のバベルの塔を付添い人として、エッフェル塔と、初期ソビエト時代に計画だけで終わったタトリン塔が風変わりにも惹かれ合って結婚したような変わった形状によって、オリンピックのテレビ放送でまぎれもなく人目を引くに違いないと、グランシーは述べている。

### 否定的
オリンピック塔の計画が最初に報じられた時、ロンドンの貴重な景観を守るため高層建築を厳しく取り締まるというジョンソンの以前の公約を、マスコミは指摘した。『タイムズ』紙は、この計画はジョンソンの虚栄心から来たもので、そのデザインは彼の虚勢の表れであり、自らの業績に箔を付けようとしていると批判した。そしてローマに立てられたムッソリーニの「ウェディング・ケーキ」ヴィットーリオ・エマヌエーレ2世記念堂、あるいはトルクメニスタン大統領サパルムラト・ニヤゾフが建てた中立の塔（一日かけて回転する黄金の大統領の彫像がついている）のようなものになるだろうと非難し、ジョンソンをオジマンディアスになぞらえた。美術評論家のブライアン・シューエルは、「我が国には全くもって無価値なパブリック・アートがとり散らかっている。そして今度はファシスト的巨大趣味の時代に入ろうとしている。エゴの記念碑は数あれど、ジョンソンほどの記念碑的エゴはないであろう。」と述べた。
『タイムズ』紙のリチャード・モリソンは、『オービット』を「巨大なフレンチホルンの鐘に空しくからみつく大量の金網フェンスのよう」だと評し、「東ロンドンに眼を向けるとき、実に目障りであるように思われる」とつけ加え、1600万ドルをかけて建設されたブルックリン橋を揶揄したコメディアンの一節を引き合いに出した。モリソンはジョンソンを、大仰な記念碑を建てる「男根崇拝的政治」行動という点で、オジマンディアスだけでなく、20世紀の独裁者であるヒトラー、スターリン、チャウシェスクと同類だとした。また外部の関与が欠如していたことを批判し、「少数の者が、他の多数の者の意識に対し、望まれていない押し付け」をすることになろうだろうと述べた。彼は『オービット』が、イギリスの最近の「何千という品のない悪趣味な品々」の一つになってしまうのではないかと危惧している。そしてセント・パンクラス駅の抱き合うカップル（『落ち合う場所』）、ドックランドの『信号塔の木』、ブルネルへの賛辞として提案されているロザハイズ・タネルの『マッチ棒の男』を例に出し、それらのロンドン版になると述べた。
『デイリー・メール』紙は、『オービット』の姿を「2台のクレーンの破壊的衝突」のようだと描写し、建物がすぐに「魅惑の塔」(Eyeful Tower、エッフェル塔 (Eiffel Tower) のもじり) と渾名を付けられたこと、ネット上の「1900万ポンドをかけたジェットコースター」「巻きついたスパゲッティ」「恐ろしいのた打ち回り」「錯乱した子供のおもちゃ」といった声も紹介した。『タイムズ』紙は「パブリック・アートのゴジラ」という表現も報じた。
『タイムズ』紙のトム・ダイクホフは、『オービット』を「タブロイド紙への贈り物」「巨大なミスター・メッシー（ミスターメンの登場人物）」と呼び、オリンピック会場に無意味なシンボルを付け加える必要があったのかと疑問を呈し、『オービット』がロンドン・アイのように時間の試練を持ちこたえてエッフェル塔に伍する真のシンボルになるか、あるいは只の無用の長物と化してしまうか、どちらだろうかと問いかけた。そしてこの計画のタトリン塔からの影響、また特にコンスタント・ニーヴェンホイスが提唱したユートピア都市ニューバビロンからの影響を示唆しつつ、『オービット』は革命的あるいは同じイデオロギー的目的を持っているのか、あるいは単に世界最大の多国籍企業の巨大な広告塔であり、ただの悪戯心なのであろうかと問いかけた。
『ガーディアン』紙のローワン・ムーアは、『オービット』は金持ちの趣味的大建築以上のものになるか、自由の女神像のように人々に感銘を与える代物たりうるだろうかと問いかけた。そして彼は、この計画が、停滞した地域の活性化に大型のシンボルを使うのを社会が止める転換点になるかもしれないと考察した。そしてビルバオ・グッゲンハイム美術館やエンジェル・オブ・ザ・ノースが成功したのと同様に、大会後も『オービット』がストラトフォードに人々を惹き付けるかどうかについては疑問を呈した。さらに、エンジェル・オブ・ザ・ノースのように心の琴線に触れるようなものが『オービット』にあるかと問いかけ、エンジェル・オブ・ザ・ノースは少なくとも鑑賞者に満足感をもたらすような要素を持ち、ゲーツヘッドに誇りをもたらしたが、『オービット』は誰もが敢えて取り壊す気にもなれないような、愛されない腐った残骸になるだけではないかと述べた。また建物にフロアとエレベータを設けたことは、カプーアの以前の成功作に比べて『オービット』の簡潔さを損ねたと主張し、「何か大きいものを作ろうというアイデア以上に、何らかの大きなアイデアがあるようには見えない」と締め括った。
『ガーディアン』紙のジョン・グラハム・カミングは、『オービット』をエッフェル塔のようなシンボルと比較することを拒んだ。すなわちエッフェル塔はそれ自身は永続的なモニュメントとなることを意図して建てられたのではなく、その有用性によって芸術として公に受け入れられてきたに過ぎないとし、またロドス島の巨像が20-30年もしないうちに取り壊されたこと、バベルの塔が「建設者自身の栄光を讃えるために建てられた」ことを指摘した。そして『オービット』を20年後に取り壊すべきかどうか、ジョンソンは再考すべきだとした。さらに計画に大企業が関与している点に疑義を呈し、それによってこれが芸術でなく、虚栄心を満たすための計画だと思われるようになったと述べた。
アルセロール・ミッタルの『オービット』に対する後援と命名は、公衆への商標提示に関する大会ポリシーに反するのではないかという『タイムズ』紙の懸念に対して、オリンピックの規制によれば『オービット』は大会中に何の商標も冠することはできないとジョンソンは述べた。『ガーディアン』紙の環境問題ブログのフェリシティ・ケイラスは、アルセロール・ミッタルが排出する二酸化炭素量を考えると。「初の持続可能的オリンピック」と宣伝された2012年オリンピックの記念碑として、『オービット』は相応しいのかと問いかけた。
一般公開に合わせて『ガーディアン』紙が行なったオンライン投票では、「アニッシュ・カプーアのオリンピック塔は立派なデザインだと思いますか?」という質問に対し、38.6% が「はい、立派なデザインです」と答え、61.4% が「いいえ、ガラクタです」と答えた。

### 何とも言えない
『ガーディアン』紙のマーク・ブラウンは、永続的に人々を呼び寄せる『オービット』の潜在力に関して、その他の象徴的な大規模建築のロンドン観光名所がそれぞれ辿った運命に思いを至らせている。すなわち、よく知られてはいるが金ばかり食うテムズトンネル、チャーチルの命令で取り壊されたスカイロン塔、そして成功したロンドン・アイである。

## 諮問委員会
諮問委員会の構成は次の通りである。
- ニコラス・セロタ（英語版） - テート・ギャラリー理事
- ジュリア・ペイトン＝ジョーンズ（英語版） - サーペンタイン・ギャラリー理事
- ハンス＝ウルリッヒ オブリスト（英語版） - サーペンタイン・ギャラリー理事
- サラ・ウィア - オリンピック運営局
- スチュワート・リプトン - チェルズフィールド LLP
- アニタ・ザブルドウィック - 「176」ギャラリー ザブルドウィック・コレクション
- マイケル・モリス、ジェームズ・リングウッド - Artangel arts commissioning organisation 理事
- ムニラ・ミルザ - 市長顧問（芸術・文化関係）

選考結果を発表するにあたり、ジョンソンは大ロンドン庁、オリンピック運営局、オリンピック大会・パラリンピック大会ロンドン組織委員会 (London Organising Committee of the Olympic Games and Paralympic Games) に謝意を述べた。またアラップのデビッド・マカルパインとフィリップ・ディリー、ロビン・ウェールズ卿、ジュール・パイプに対し、計画への関与と支援について感謝の意を表した。